# Mauricio Aguilar
Nerthink Mauricio Aguilar Hurtado  (Bogotá, Colombia, 10 de abril de 1976) es un político e ingeniero industrial colombiano. Fue gobernador de Santander. Anteriormente se desempeñó como senador de la República de Colombia 2010-2018. Hijo del exgobernador de Santander y condenado por parapolítica Hugo Aguilar Naranjo, y hermano del también exgobernador de Santander imputado por corrupción Richard Aguilar.
Es imputado por la Fiscalía por delitos de corrupción durante su gestión como mandatario departamental.

## Trayectoria
Estudió Ingeniería Industrial de la Universidad Militar Nueva Granada de Bogotá y Especialista en Gerencia Pública de la Universidad de Santander, Gestión de Empresas de la Universidad Politécnica de Valencia de España y Alta Gerencia de la Universidad Industrial de Santander. A nivel profesional, en el sector privado, se desempeñó como Jefe de Producción en la empresa industrial TRIMCO S.A., y fue Tesorero del Acueducto Metropolitano de Bucaramanga. Igualmente desarrolló su labor como catedrático de la Universidad Santo Tomás, en el área de Ciencias y Tecnologías de la Facultad de Administración de Empresas.

## Congresista de Colombia
En las elecciones legislativas de Colombia de 2010, Aguilar fue elegido senador de la república de Colombia con un total de 51.616 votos, posteriormente en las elecciones legislativas de Colombia de 2014, Aguilar fue reelecto senador de la república de Colombia con un total de 100.159 votos y ocupó la Vicepresidencia de la Comisión VI de Senado. Ha sido autor y ponente de la nueva Ley de Turismo y ponente de las leyes sobre competencias para el mantenimiento del canal de acceso al Puerto de Barranquilla, la nueva Ley de Televisión, la creación de la Agencia Nacional de Seguridad Vial, el Régimen Jurídico para los proyectos de infraestructura de transporte y la implementación de modos de transporte con tecnologías limpias y sustentables. Así como los grandes proyectos de infraestructura y de tecnología para la competitividad y productividad del país.
Realizó debates de Control Político sobre la precaria infraestructura vial del país; la crisis de los cacaoteros, caficultores, productores de guayaba y palma de aceite; la venta de Isagen; el impacto económico, social y ambiental en Santander de la Hidroeléctrica del Río Sogamoso; la seguridad de los aeropuertos del país; el Plan Nacional de Desarrollo y el Proyecto de Presupuesto de la Nación de 2014. En el año 2014, fue reelegido como senador de la República con los votos más significativos en el partido Opción Ciudadana, 100.159 mil votos. Inició su Periodo Legislativo radicando 11 Proyectos de Ley y como vicepresidente de la comisión sexta por segunda vez.
Es autor de las siguientes Leyes de la República:
- Ley 1558 del 10 de julio de 2012 denominada Ley de Turismo, por la cual se modifica la Ley 300 de 1996 -Ley General de Turismo, la Ley 1101 de 2006 y se dictan otras disposiciones.
- Ley 1775 del 29 de enero de 2016 por la cual se exceptúa la destinación específica de que trata el parágrafo del artículo 212 de la Ley 115 de 1994 de un área de terreno denominada “La Casona”, donde funcionó el antiguo colegio San José de Alcántara de Guanentá
- Ley 1790 de 7 de julio de 2016 Por medio de la cual se decreta la Renovación de la Estampilla Pro-UIS. “Renuévese la estampilla "Pro-Universidad Industrial de Santander" creada por la Ley 85 de 1993. Autorícese a la Asamblea del Departamento de Santander para que ordene la Emisión de la Estampilla "Pro-Universidad Industrial de Santander"
- Ley 1861 del 4 de agosto de 2017 Por la cual se reglamenta el servicio de reclutamiento, control de reservas y la movilización.
- Ley 1843 del 14 de julio de 2017 Por medio del cual se regula la instalación y puesta en marcha de sistemas automáticos, semiautomáticos y otros medios tecnológicos para la detección de infracciones y se dictan otras disposiciones.